# Champney's West
Champney's West is een dorp in de Canadese provincie Newfoundland en Labrador. Het plaatsje ligt aan de zuidkust van het schiereiland Bonavista, aan de oostkust van het eiland Newfoundland.

## Geografie
Champney's West maakt deel uit van Trinity Bight, een groep van dertien dicht bij elkaar gelegen nederzettingen aan de gelijknamige bocht van Trinity Bay. Het bevindt zich aan de oostoever van Fox Island (1,4 km²), dat in realiteit geen eiland maar een quasi-eiland is. Het is immers via een 120 meter lange en amper 40 meter brede landengte met de rest van Newfoundland verbonden.
Het dorp ligt in gemeentevrij gebied en grenst via de landengte in het noorden aan Champney's Arm, een gehucht dat deel uitmaakt van de gemeente Port Rexton. In oostelijke richting kijkt het uit over Champney's East, een gemeentevrij gehucht aan de overkant van de 750 meter brede Champney's Cove.

## Demografie
Demografisch gezien is Champney's West, net zoals de meeste kleine dorpen op Newfoundland, aan het krimpen. Tussen 1991 en 2001 daalde de bevolkingsomvang van 110 naar 75. Dat komt neer op een daling van 31,8% in tien jaar tijd.
| Jaar | Aantal inwoners | Verschil |
| ---- | --------------- | -------- |
| 1991 | 110             | –        |
| 1996 | 91              | -17,3%   |
| 2001 | 75              | -17,6%   |

Vanaf de volkstelling van 2006 worden er niet langer aparte censusdata voor Champney's West bijgehouden. De plaats valt sindsdien immers onder de designated place (DPL) Champneys-English Harbour, die eveneens een dalende demografische trend kent.